# Кончани (Мядельський район)
Кончани (біл. вёска Канчаны) — село в складі Мядельського району Мінської області, Білорусь. Село підпорядковане Старогабській сільській раді, розташоване в північній частині області.